# Amir Jadidi

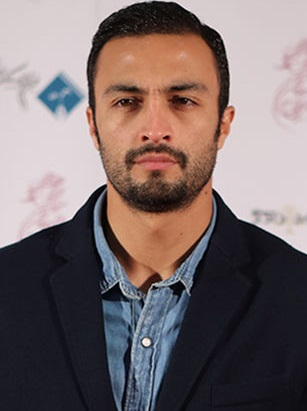
Amir Jadidi

Amir Jadidi (persisch امیر جدیدی, * am 21. Juni 1984 in Teheran) ist ein iranischer Film- und Theaterschauspieler.

## Leben
Amir Jadidi wurde 1984 in Teheran geboren. Er hat einen Bachelor-Abschluss in Wirtschaftsingenieurwesen von der Islamischen Azad-Universität und machte später seinen MBA.
In Die Erlaubnis (Originaltitel Araghe Sard) von Soheil Beiraghi, ein Film der das Leben von Niloufar Ardalan zum Gegenstand hat, spielte er den Ehemann der Hauptdarstellerin Baran Kosari. In dem Film Ejhdeha Vared Mishavad! von Mani Haghighi, der 2016 im Wettbewerb der Berlinale gezeigt wurde, spielte er den Kommissar Babak Hafizi. In dem Historienfilm Tangeye Abu Ghorayb (international The Lost Strait) von Bahram Tavakoli, der im Februar 2018 beim Fajr-Filmfestival seine Premiere feierte, spielte er in der Hauptrolle Hassan. Der Film erhielt beim Fajr-Filmfestival zahlreiche Auszeichnungen unter anderem wurde Jadidi als bester Hauptdarsteller geehrt.
In A Hero von Asghar Farhadi, der im Juli 2021 im Wettbewerb der Filmfestspielen von Cannes uraufgeführt wurde, ist Jadidi in der Hauptrolle zu sehen und spielt Rahim, der im Gefängnis sitzt, weil er seine Schulden nicht zurückzahlen konnte. A Hero wurde vom Iran als Beitrag für die Oscarverleihung 2022 in der Kategorie Bester Internationaler Film eingereicht, aber nicht nominiert.
Im Jahr 2022 wurde er in die Academy of Motion Picture Arts and Sciences (AMPAS) berufen, die alljährlich die Oscars vergibt.
Jadidi spielt auch Tennis.

## Filmografie
- 2012: Maafeh daem (Kurzfilm)
- 2014: Sizdah
- 2014: Koshk (Kurzfilm)
- 2014: End of the Service
- 2015: Rokhe Divaneh
- 2016: Khandehaye-Atoosa
- 2016: Me
- 2016: Ejdeha Vared Mishavad!
- 2017: Padideh
- 2017: Ghatel-e ahli
- 2018: Die Erlaubnis (Araghe Sard)
- 2018: Tangeye Abu Ghorayb
- 2018: Hattrick
- 2019: Murphy’s Law: Ghanoone Morfi
- 2020: Latyan
- 2020: Zero Day
- 2021: A Hero – Die verlorene Ehre des Herrn Soltani (Ghahreman)

## Theaterengagements
- 2012: An Unfinished Narration of an Adjourned Season
- 2015: Caligula
- 2016: The Soprano
- 2019: Herring[2]

## Auszeichnungen
Asia Pacific Screen Award
- 2021: Nominierung als Bester Hauptdarsteller (A Hero)[8]

Internationales Fajr-Filmfestival
- 2016: Nominierung als Bester Nebendarsteller für den Kristall-Simorgh (Me)
- 2018: Auszeichnung als Bester Hauptdarsteller mit dem Kristall-Simorgh (Die Erlaubnis / Tangeye Abu Ghorayb)[5]
- 2020: Nominierung als Bester Hauptdarsteller für den Kristall-Simorgh (Zero Day)

Palm Springs International Film Festival
- 2022: Auszeichnung mit dem FIPRESCI-Preis als Bester Schauspieler in einem internationalen Spielfilm (A Hero)[9]